# ZH-80
A ZH-80 egy pécsi fejlesztésű 8 bites mikroszámítógép volt, melyből tucatnyi példány készült 1980 és 1984 között. A fejlesztés és gyártás az akkori Janus Pannonius Tudományegyetemen zajlott, dr. Zákány László végezte a hardver-, míg dr. Halász Péter a szoftverfejlesztést. Mindketten az egyetemhez tartozó Pollack Mihály Műszaki Főiskola tanárai voltak, annak Számítástechnika Intézetében.

## Műszaki adatok
- Processzor
  - Zilog Z80 CPU
- Memória
  - 64 KiB RAM
- Képernyő
  - Szöveges üzemmód
- Hang
  - Nincs adat
- I/O
  - Beépített billentyűzet
  - Nincs további adat
- Háttértároló
  - Külső kazettás magnetofon
  - Külső floppymeghajtó (normál, növelt kapacitás)

## Szoftvertámogatás
A gépet eredendően professzionális célra szánták, így fordítóprogram, szövegszerkesztő, adatbázis-kezelő, táblázatkezelő, illetve egy felvonó szimulátor futott a gépen. Ezzel ellentétben a kor népszerű számítógépeit – mint például a ZX Spectrum vagy a Commodore 64 – alapvetően játékprogramok futtatására használták a felhasználók.

## Etimológia
A ZH-80 nevéből a "ZH" betűk utalás a fejlesztőkre: Zákány–Halász, a 80 pedig az alkalmazott mikroprocesszort, a Zilog Z80-at jelenti.

## Kapcsolódó szócikk
- HT–1080Z
- Sinclair ZX Spectrum